# Kevin Michael
Kevin Michael (* 22. Oktober 1985 in Chester, Pennsylvania) ist ein US-amerikanischer R&B-Sänger.

## Karriere
Kevin Michael ist der Sohn eines Afroamerikaners und einer italienischen Mutter. Bereits mit 16 schrieb er seine ersten Songs. Produzent Wyclef Jean wurde auf ihn aufmerksam und produzierte 2007 die erste EP Ya Dig?, die exklusiv im iTunes Store zum Download angeboten wurde. Im September 2007 erschien das Debütalbum Kevin Michael, auf dem mit It Don’t Make Any Difference to Me (1 Love) die erste Hit-Single vertreten ist. Von diesem Song sind zwei Versionen veröffentlicht: eine Hip-Hop-Version im Duett mit Wyclef Jean und eine Akustik-Fassung mit dem Rapper Akil Dasan. Im Herbst 2007 ging Michael im Vorprogramm von Lily Allen und Maroon 5 auf US-Tournee. Für den Kinofilm (500) Days of Summer coverte er 2009 den Etta-James-Titel At Last. Im Mai 2011 erschien bei einem japanischen Label Michaels zweites Album International und im Juli 2011 die EP Covers for You, auf der er unter anderem Titel von Adele, Bruno Mars und Lady Gaga interpretiert.

## Diskografie

### Alben
- 2007: Ya Dig? (EP, nur Download)
- 2007: Kevin Michael
- 2011: International
- 2011: Covers For You (EP, nur Download)

### Singles
- 2007: It Don’t Make Any Difference to Me (1 Love)
- 2008: Ain’t Got You

## Belege
1. 1 2  Chartquellen: DE AT CH FI SE